# Paul (Idaho)
Paul é uma cidade localizada no estado americano de Idaho, no Condado de Minidoka.

## Demografia
Segundo o censo americano de 2000, a sua população era de 998 habitantes.
Em 2006, foi estimada uma população de 945, um decréscimo de 53 (-5.3%).

## Geografia
De acordo com o United States Census Bureau tem uma área de
1,7 km², dos quais 1,7 km² cobertos por terra e 0,0 km² cobertos por água.

## Localidades na vizinhança
O diagrama seguinte representa as localidades num raio de 28 km ao redor de Paul.